# Boscarla de les Tuamotu
La boscarla de les Tuamotu (Acrocephalus atyphus) és una espècie d'ocell de la família dels acrocefàlids (Acrocephalidae) que habita boscos i arbusts de Tuamotu.